# Packey McFarland
Packey McFarland (* 1. November 1888 in Chicago, USA; † 22. September 1936) war ein US-amerikanischer Boxer im Leichtgewicht. Sein Manager war Emil Thierry. 
McFarland verlor in seiner gesamten Karriere nur einmal und wurde im Jahre 1992 in die International Boxing Hall of Fame (kurz IBHOF) aufgenommen. Er konnte allerdings nie einen Weltmeistertitel erobern.